# Вяземський пряник
Вяземський пряник — регіональний вид російського пряника (з міста Вязьми), широко відомий до Революції по всій Росії.
Вяземський пряник — заварний пряник малого розміру. На його поверхні, як правило, містилася назва міста, часто неповна — лише три літери («в'яз»).
Відомий принаймні з XVII століття.
У ХІХ столітті у Вязьмі діяло 8 пряникових фабрик, найбільші їх належали купецьким сім'ям Сабельникових, Ечеїстових, Кустарєвих. Поставлялися вони до двору англійської королеви.
Після Жовтневої революції виробництво пряників у Вязьмі було припинено. Спроби відтворити старовинну рецептуру в середині XX століття помітних результатів не принесли.
Реанімувати виробництво вяземських пряників намагається Вяземський хлібокомбінат.
Вяземський хлібокомбінат сьогодні виготовляє заварні пряники різних форм і з різними начинками, а також виготовлений вручну за старовинним рецептом битий вяземський пряник трьох видів — з мигдалем, арахісом і цукатами. Битий вяземський пряник через особливості рецепта та способу приготування дійсно досить міцний і в'язкий, їсти його краще невеликими шматочками, відігріваючи їх у роті або руках. Офіційний термін зберігання битого пряника — 120 діб. У реальності, кажуть, що він може зберігати свої смакові якості до 3-х років. Биті пряники сьогодні продаються у гарних сувенірних коробочках, на яких відтворено краєвиди старої дореволюційної Вязьми.

## У літературі
Народні прислів'я: «Вязьмичі-прянишники»
«Вязьма в пряниках загрузла»
«Ну що ти ламаєшся, як вяземський пряник»
«Вязьмичі — люди грамотні, їдять пряники писані, пряники з анісом».
(Варіант: «Ми — люди неписьменні, їмо пряники неписані, пряники з анісом»)
«Наполеон попив у Москві гарячої водиці, у Калузі у нього зад у тісті зав'яз, а у Вязьмі пряник у зубах зав'яз»
Олександр Сергійович Пушкін : «Москва славилася нареченими, як Вязьма пряниками».
Один зі своїх листів до друга П. А. Вяземський А. С. Пушкін почав словами: «Ангел мій Вяземський … пряник мій Вяземський!»
П. А. Вяземський у вірші «Масляна на чужій стороні»: «Пряник, мій однофамілець, Також тут не забутий, А наш пінник, наш годувальник, Серце любо веселить».
Ст. Ходасевич в одному із віршів: «Вона не знала казок і не співала, Зате завжди зберігала для мене У заповітній скрині, оббитій бляхою білою, То пряник вяземський, то м'ятного коня».
В. Даль у казці «Привередниця»: «Такого хлібця я від роду не бачила — немов пряник- коврижка! А пічка, сміючись каже. — Голодному й житній хліб за пряник іде, а ситому й пряник вяземський не солодкий!».
А. П. Чехів у повісті «Степ»: «Єгорушкові не хотілося йти..Він довго розглядав ящики з пряниками, подумав і спитав, вказуючи на дрібні вяземські пряники, на яких від давності виступила іржа:
— Почому ці пряники?
— Копійка пара».
У статті співробітника Вяземського історико-краєзнавчого музею Ю. Петрової про ясновельможних Волконських наводиться цитата з листа протоієрея Симеона Попова, в якому він дякує Г. П. Волконському за надісланий йому в Ревель вяземський пряник: «З нагоди моєї старості й слабкості я свого часу не приніс Вашої Світлості найщирішої подяки за дивовижний Вяземський пряник, власне для мене замовлений. Я всім моїм знайомим показував його, як диво-пряник і за величиною, і за приємним смаком. Це Ваша Світлість тільки могла зробити з прихильності до мене»
Михайло Шолохов «Нахаленок (Донські оповідання)»: «Ось за очі та за буйну непосидючість і любить Мишку батько. Зі служби приніс він синові в подарунок старий-престарий, що зачерствів від часу вяземський пряник і трошки приношені чобітки. Чоботи мати загорнула в рушник і прибрала в скриню, а пряник Мишко того ж вечора розфарбував на порозі молотком і з'їв до останньої крихти».